# لین کالینز
ویولا لین کالینز (به انگلیسی: Viola Lynn Collins) (زادهٔ ۱۶ مه، ۱۹۷۷) یک بازیگر سینما و تلویزیون آمریکایی است. او در سریال‌های تلویزیونی از قبیل نظم و قانون: واحد قربانیان ویژه (۱۹۹۹)، خون حقیقی (۲۰۰۸)، تعقیب (۲۰۱۷)، و مردگان متحرک (۲۰۲۱-۲۰۲۲) ایفای نقش کرده‌است و همچنین برای بازی در فیلم‌هایی مانند خاستگاه مردان ایکس: ولورین (۲۰۰۹) و جان کارتر (۲۰۱۲) شهرت دارد.

## پیشه و تحصیلات
لین کالینز در هیوستون، تگزاس زاده شد، اما در سن چهار سالگی به سنگاپور رفته و در آنجا زندگی کرد. او هم در تئاتر و هم در سینما تجربه بازی در نقش‌های نمایشنامه‌های شکسپیر را دارد. در سال ۲۰۰۴، او نقش پورتیا در فیلم موفق تاجر ونیزی نوشته ویلیام شکسپیر، در کنار بازیگرانی همچون آل پاچینو، جرمی آیرونز و جوزف فاینز را داشت. در سال ۲۰۱۱ نیز وی در فیلم تاج فرشته‌ها ایفای نقش کرد.
او در بخش درام مدرسه جولیارد تحصیل کرد و مدرک کارشناسی هنرهای زیبا را دریافت کرده‌است. او به سرعت در نقش اوفلیا در هملت و به دنبال آن ژولیت در رومئو و ژولیت را بازی کرد.

## فیلم‌شناسی
| نام فیلم                   | سال  | نقش                                 |
| -------------------------- | ---- | ----------------------------------- |
| مرگ بر عشق                 | ۲۰۰۳ | دختر جنبش بیت                       |
| ۵۰ قرار اول                | ۲۰۰۴ | لیندا                               |
| رفتن از ۱۳ به ۳۰           | ۲۰۰۴ | وندی                                |
| تاجر ونیزی                 | ۲۰۰۴ | پورشا                               |
| حشره                       | ۲۰۰۶ | آر. سی                              |
| خانه‌ای روی برکه            | ۲۰۰۶ | منا                                 |
| نهر خون                    | ۲۰۰۶ | بارب                                |
| مشکل سگ                    | ۲۰۰۶ |                                     |
| شماره ۲۳                   | ۲۰۰۷ | خانوم دابکینز / مادر فینگرلینگ جوان |
| لچک‌به‌سر                    | ۲۰۰۷ | تینا پانوس                          |
| عدم قطعیت                  | ۲۰۰۸ | کیت                                 |
| خاستگاه مردان ایکس: ولورین | ۲۰۰۹ | کایلا سیلور فاکس                    |
| جزیره شهر                  | ۲۰۱۰ | دوست‌دختر وینس بامب‌شل                |
| تاج فرشته‌ها                | ۲۰۱۱ | سیندی                               |
| ۱۰ سال                     | ۲۰۱۱ | آنا                                 |
| جان کارتر                  | ۲۰۱۲ | دجا توریس                           |
| بی‌قیدوشرط                  | ۲۰۱۲ | سامانتا                             |
| ولورین                     | ۲۰۱۳ | کایلا سیلور فاکس (بایگانی صوتی)     |
| نقطه توخالی                | ۲۰۱۶ | مارلا                               |
| حاشیه دنیا                 | ۲۰۱۹ | سرگرد کالینز                        |

### تلویزیون
| نام فیلم                        | سال       | نقش          | یادداشت |
| ------------------------------- | --------- | ------------ | ------- |
| نظم و قانون: واحد قربانیان ویژه | ۱۹۹۹      | ویرجینیا هیس | ۱ قسمت  |
| آموزش مکس بیکفورد               | ۲۰۰۱      |              | ۱ قسمت  |
| خون حقیقی                       | ۲۰۰۸      | داون گرین    | ۵ قسمت  |
| ابتدایی                         | ۲۰۱۳      | تانیا برت    | ۱ قسمت  |
| امور پنهانی                     | ۲۰۱۴      | الگا         | ۳ قسمت  |
| تعقیب                           | ۲۰۱۷      | ناتالی راجرز | ۷ قسمت  |
| مردگان متحرک                    | ۲۰۲۱-۲۰۲۲ | لی شاو       | ۱۰ قسمت |